# ミズオジギソウ

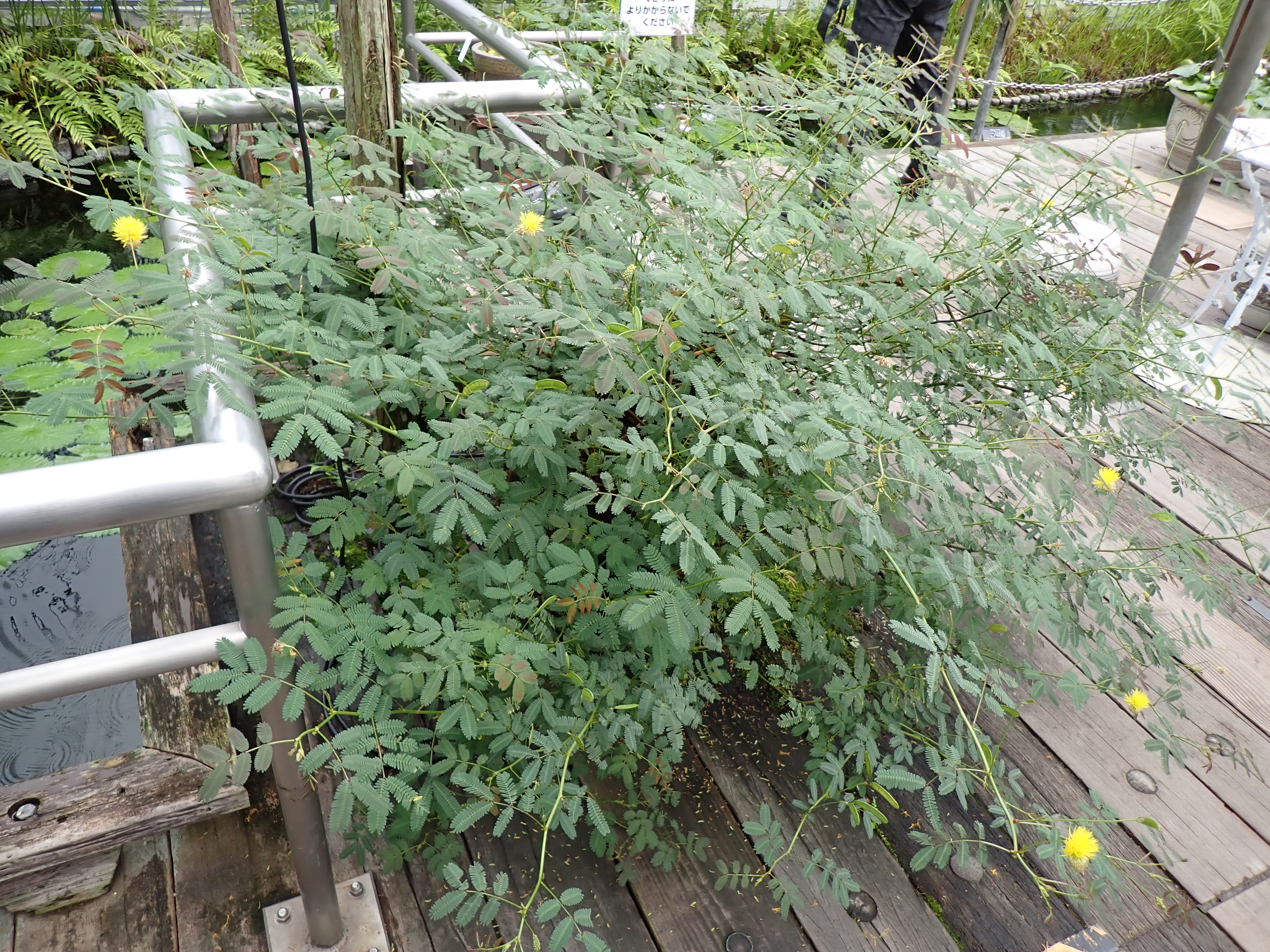
ミズオジギソウ（2024年11月 大阪市 咲くやこの花館）

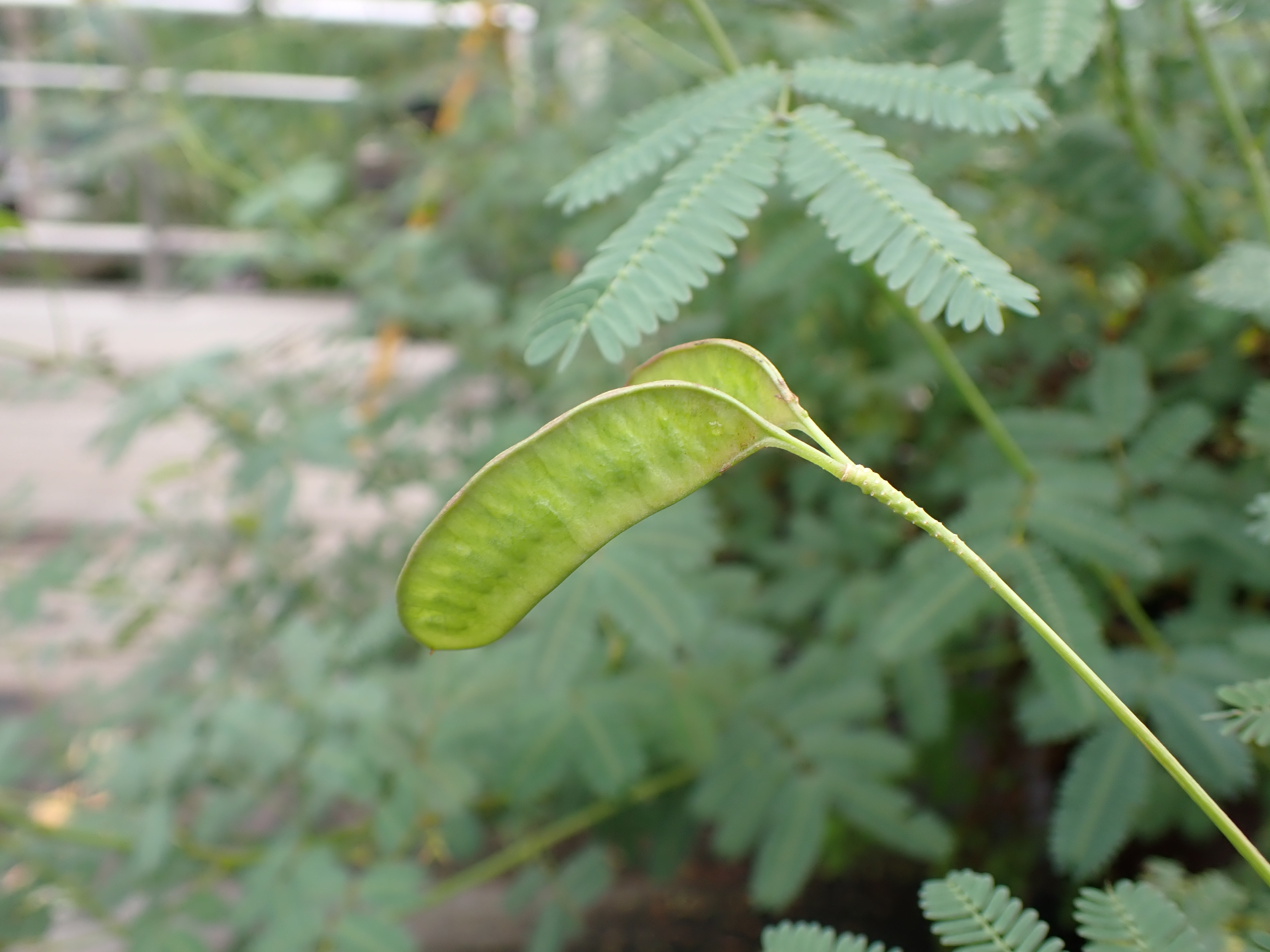
若い豆果。オジギソウとは異なり、種子1個毎に分かれない（2024年11月 大阪市 咲くやこの花館）

ミズオジギソウ（別名カイジンソウ（海神草）、学名：Neptunia oleracea）はマメ科ミズオジギソウ属の水生の多年草。
別名の海神草はローマ神話の海神ネプトゥーヌスを意味する属名Neptuniaにちなみ、種小名oleraceaは食用野菜を意味する。

## 特徴
茎の周りに白く太い海綿状の浮袋が発達し、水中に浮遊して繁茂する。浮袋の間の節から水中に根を出す。陸上の畑でも栽培可能だが、浮袋は形成されない。茎は高さ1.5 mほどで刺は無く、葉は2–3対の羽片からなる2回羽状複葉で、各羽片は長さ3–5 cm、8–18対の小葉をつける。小葉片の長さは1–1.5 cm。葉を触るとオジギソウのように小葉を畳むが、その速度は遅い。花は黄色で、長さ7–8 cmの花柄の先に径2 cmほどの頭状花序を形成する。花期は晩夏から秋口。豆果は扁平で中に数個の小さな種子があり、熟すると褐色になる。

## 原産地
新旧大陸の熱帯域に広く分布。日本へは昭和初年に渡来とされる。

## 利用
葉に触れると小葉が閉じることから、観賞用として栽培される。冬越しには水温15℃以上を要するとも、13℃で良いともされ、温帯では冬越しに温室が必要。タイでは「パッククラチェト」の名前で知られ、若い葉や茎はビタミンAを多く含み、東南アジア諸国では野菜として利用される。食用の際には浮袋を取り、柔らかい葉先と茎を利用する。

## 近縁種
本種は水生だが、熱帯アメリカ原産で陸生のオカミズオジギソウが沖縄に帰化。ミズオジギソウ属Neptuniaは刺を持たず、豆果が種子１個を含む断片に分かれないこと等でオジギソウ属と区別できる。